# Miogryllus pugnans
Miogryllus pugnans är en insektsart som beskrevs av Otte, D. och Perez-gelabert 2009. Miogryllus pugnans ingår i släktet Miogryllus och familjen syrsor. Inga underarter finns listade i Catalogue of Life.